# Jabiru 3300

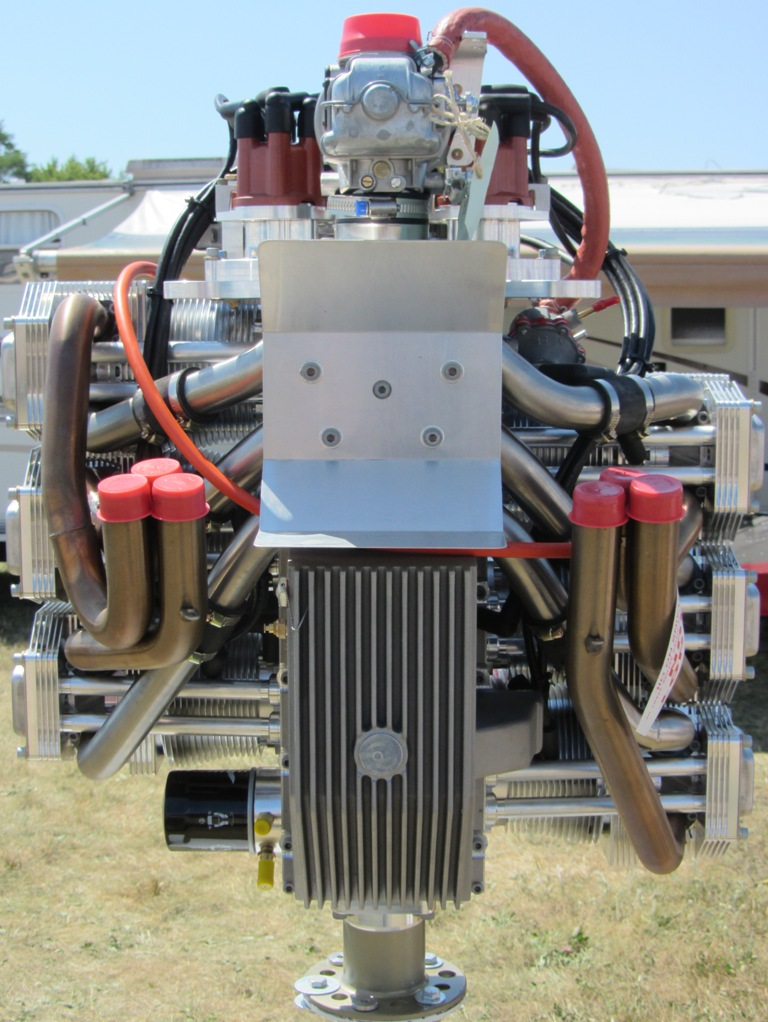
Vista inferior del Jabiru 3300

El Jabiru 3300 es un motor aeronáutico ligero de cuatro tiempos refrigerado por aire de seis cilindros horizontalmente opuestos producido por Jabiru Aircraft. Los motores son de accionamiento directo y están equipados con alternadores, silenciadores, bombas de vacío y sistemas de doble encendido. El motor se utiliza como planta motriz en aviones ultraligeros y de construcción casera.

## Desarrollo
Desde los de Jabiru Aircraft, sus fundadores ambicionaban con la creación de un motor aeronáutico de 120 caballos de fuerza, para lo cual comenzaron con el desarrollo de un motor de 60 HP, el Jabiru 1600cc. Tras una buena aceptación se vieron en la necesidad de producir un motor más potente, comenzando así el desarrollo del Jabiru 2200 de 85 HP. Tras la certificación de tipo por la Civil Aviation Safety Authority (CASA) del motor Jabiru 2200J en 1998, se lanzó en abril de ese mismo año el motor Jabiru 3300, el cual también fue aceptado junto con su antecesor por la South African Civil Aviation Authority (CAA) en 2001.

## Especificaciones
Según el fabricante y su certificación.
Características generales
- Tipo: Motor aeronáutico de inyección directa de 6 cilindros horizontalmente opuestos
- Diámetro: 97.5 mm
- Carrera: 73 mm
- Desplazamiento: 3,300 cm^3
- Longitud: 671 mm
- Anchura: 582 mm
- Altura: 445 mm
- Peso en seco: 81 kg, con escape, carburador, alternador y sistema de ignición

Componentes
- Sistema de alimentación: Bomba mecánica de combustible
- Tipo de combustible: Avgas 100LL ó Gasolina de 92 octanos
- Sistema de aceite: Cárter húmedo
- Sistema de enfriamiento: Enfriado por aire o por aceite (opcional)

Rendimiento
- Potencia: 120 HP @3300 rpm
- Radio de compresión: 8:1
- Consumo de combustible: 26 litros/hora al 75% de potencia (2,750 rpm)
- Relación potencia-peso: 1.10 kW/kg